# Katedra Westminsterska
Katedra Westminsterska (ang. Cathedral Church of Westminster), pełna nazwa katedra metropolitalna Najdroższej Krwi Pana Jezusa Chrystusa, (ang. Metropolitan Cathedral of the Precious Blood of Our Lord Jesus Christ), najczęściej Westminster Cathedral) – rzymskokatolicka bazylika wzniesiona na przełomie XIX i XX wieku w Londynie w stylu neobizantyńskim, główna świątynia katolicka Anglii i Walii, katedra arcybiskupów Westminsteru. 
Mylona bywa z Opactwem Westminsterskim, miejscem m.in. koronacji królów, odległym o kilkaset metrów w tej samej dzielnicy Londynu, będącym kościołem anglikańskim.